# Vøringfossen
El Vøringfossen es una cascada de Noruega. Se ubica en lo más alto del Måbødalen en el municipio de Eidfjord (provincia de Hordaland), en las cercanías de la ruta nacional noruega 7 que conecta Oslo con Bergen. Tiene una altura máxima de 182m.
El nombre Vøringfossen (del nórdico antiguo Vyrðingr) deriva del verbo vyrða («estima» o «reverencia»). El elemento fossen, finito de foss («cascada») se agregó después.

## Seguridad
Hay una gran cantidad de avisos que dan a conocer los peligros de caída.
En 2015 se implementaron nuevas medidas de seguridad.